# Maevia trilineata
Maevia trilineata är en spindelart som beskrevs av Władysław Taczanowski 1878. Maevia trilineata ingår i släktet Maevia och familjen hoppspindlar. Inga underarter finns listade i Catalogue of Life.